# 地位協定
地位協定（ちいきょうてい）とは、二国間における国民の役割や権利などの地位を規定する協定。
外国の軍隊の駐留など複数の国民が濃厚に接触する機会が増加する際に、両者の摩擦を防ぐために予め締結される。
英語では Status Of Forces Agreement と言い、頭字語の SOFA （ソファと同音異義語）を略称に用いる。

## 日本
第二次世界大戦の結果、在日米軍（アメリカ軍）が日本国内に駐留する主要な外国軍となり、外国軍との地位協定を結んできた。1990年代以降、日本が再び軍事的に海外へ行く機会が増え、日本が国外駐留する立場で地位協定を締結する例が生じてきている。

### 日本に駐留する外国軍に対する地位協定
- 1954年：日本国における国際連合の軍隊の地位に関する協定（国連軍地位協定）
- 1960年：日本国とアメリカ合衆国との間の相互協力及び安全保障条約第六条に基づく施設及び区域並びに日本国における合衆国軍隊の地位に関する協定（日米地位協定）

### 民間の地位協定
- 1965年：日本国に居住する大韓民国国民の法的地位及び待遇に関する日本国と大韓民国との間の協定（日韓法的地位協定）

### 日本が他国国内に軍事駐留の際に締結した地位協定
- 1994年：ザイールに駐留する自衛隊との地位協定
- 2003年：クウェート国における日本国の自衛隊等の地位に関する日本国政府とクウェート国政府との間の交換公文（日本クウェート地位協定）
- 2009年：ジブチ共和国における日本国の自衛隊等の地位に関する日本国政府とジブチ共和国政府との間の書簡（日本ジブチ地位協定）
- PKO：PKO地位協定

### 地位協定に類する他国と締結した軍事協定
- 2022年：日豪円滑化協定
- 2023年：日英円滑化協定

### 今後、日本と地位協定締結が可能性がある国家
- フィリピン - フィリピン高官はフィリピン国内に自衛隊駐留の地位協定締結に意欲があると発言[1]。
- アメリカ合衆国 - 石破茂はグラムに在米自衛隊基地の創設の意欲があると発言[2]。

## 大韓民国
- 在韓米軍地位協定（韓米地位協定[3]、米韓地位協定、1966年7月9日ソウルで署名、1967年2月9日発効、1991年2月1日1次改訂、2001年2月28日2次改訂）

## フィリピン
- 訪問米軍に関する地位協定（VFA、1998年2月調印）[4]

## イラク
- アメリカ・イラク地位協定（アラビア語版、英語版）（2008年11月17日署名）

## オーストラリア
- Agreement with the Government of the United States of America concerning the Status of United States Forces in Australia, and Protocol[5]（オーストラリアにおけるアメリカ軍の地位に関するアメリカ合衆国との合意と議定書、1963年5月9日キャンベラで署名）

## ドイツ
- NATO軍地位協定（ドイツ語版）（北大西洋条約当事国間の軍隊の地位に関する協定、英語: Agreement between the Parties to the North Atlantic Treaty regarding the Status of their Forces、1951年6月19日ロンドンで署名[6]）
- ドイツ駐留NATO軍地位補足協定（ドイツ語版）（ドイツ連邦共和国に駐留する外国軍隊に関して北大西洋条約当事国間の軍隊の地位に関する協定を補足する協定、英語: Agreement to Supplement the Agreement between the Parties to the North Atlantic Treaty regarding the Status of their Forces with respect to Foreign Forces stationed in the Federal Republic of Germany、1959年8月3日ボンで署名、1971年10月21日改正、1981年5月18日改正、1993年3月18日改正[6]）